# Chronologie des faits économiques et sociaux dans les années 1810
Chronologie de l'économie
Années 1800 - Années 1810 - Années 1820

## Événements
- 1810 : 
  - 19 février, Brésil : traité de paix et traité de commerce négociés par le comte de Linhares avec le Royaume-Uni, qui obtient des tarifs préférentiels[1]. Le Brésil devient économiquement dépendant du Royaume-Uni.
  - la traite négrière est autorisée à Ouidah (Dahomey)[2]. Elle connait son apogée de 1810 à 1840.
  - trente mille Noirs (1/4 de la population noire) sont encore esclaves dans les États du Nord des États-Unis. Ils ne seront plus qu’un millier en 1840[3].
  - le sultan du Ouaddaï Saboun (1805-1815) inaugure une route commerciale entre sa capitale Ouara et Benghazi, en Cyrénaïque via Koufra et Awjila[4]. Ses successeurs Mohammed Chérif (1835-1858) et son fils Ali (1858-1874) favorisent les échanges transsahariens.

- 1811-1824 : le pacha d’Égypte Méhémet Ali entreprend un vaste programme de réformes en modifiant notamment le règlement de l’exploitation des sols par l’instauration d’un monopole d’État (1812). Il donne au pays une administration centralisée, organise une puissante armée et commence à secouer les liens de vassalité qui le lient encore à la Porte. Méhémet Ali fait dresser un cadastre (1813-1821) et distribue aux paysans des terres dont ils ont l’usufruit viager[5],[6]. Il dirige la production, développe le système d’irrigation et introduit la culture du coton (jumel en 1821), de la canne à sucre et du riz. Il fait installer des industries textiles par des techniciens français et italiens.
- 1814-1824 : aux États-Unis, par une série de traités signés avec les Indiens du Sud, les Blancs s’approprient les trois quarts de l’Alabama et de la Floride, un tiers du Tennessee, un cinquième de la Géorgie et du Mississippi ainsi que certaines régions du Kentucky et de la Caroline du Nord. Ces traités et ses saisies de terres jettent les bases de l’empire du coton[3].

- Développement du réseau commercial des Haoussa avec la formation de l’empire de Sokoto et l’expansion de l’Asante, à partir des bases de Salaga et de Yendi. Ils font le commerce des noix de kola sur le fleuve Volta avec les Ashantis et du sel avec le Bornou[7].

### Europe
- 1810 : 
  - la fabrique d'armes Krupp est établie à Essen en Allemagne par Friedrich Krupp (inauguration en novembre 1811)[8].
  - impôt destiné à l’amortissement des dettes de l’État en Autriche[9].
  - fin du système bimétalliste au Portugal : émission de monnaie de billon, de monnaie de cuivre et de papier monnaie[10].

- 1810-1811 :
  - crise de l’industrie cotonnière en Europe continentale : le manque de matières premières (blocus des côtes) et l’augmentation des droits de douane entraîne la hausse des prix de vente. Les ventes s’effondrent. Les industriels ne peuvent plus rembourser les banques qui ont financé leurs équipements. Les banques, qui ont surestimé leurs capacités de financement, manquent de liquidités, et obligent les industriels du coton à rembourser en vendant leurs stocks. La Banque de France refuse de réescompter toutes les traites des autres banques, ce qui les prive de liquidités. Certains établissements font faillite à Lübeck, à Amsterdam, à Hambourg. La crise gagne tout le secteur bancaire européen, puis les industriels qui, privés de liquidités, déposent leur bilan ou ferment leurs usines[11].
  - Italie : réformes tendant à renforcer l’autorité du pouvoir central et à rendre plus efficace l’administration des différents États italiens. Un système hiérarchique de départements, district et communes couvre l’ensemble des territoires. Les barrières douanières intérieures sont abolies et les tarifs extérieurs uniformisés. Routes et ponts sont construits. Poids, monnaies et mesures sont unifiées. Les codes civil, commercial et pénal français sont introduits. L’instruction publique est réorganisée.
- 1811 : banqueroute à Vienne[8]. Tous les billets de banque sont échangés à 20 % de leur valeur contre un nouveau papier-monnaie (monnaie viennoise), pratiquement dépourvu de couverture métallique. La diète hongroise refuse de dévaluer[12].
- 1813 : le blocus continental provoque la banqueroute de l’État danois[13].
- 1815 : le congrès de Vienne prévoit la liberté de commerce et de navigation entre les territoires polonais partagés entre les différentes nations[14].
- 1816 :
  - Année sans été. Mauvaise récolte en Europe suivie d'une crise de substance et d'une hausse de la mortalité (1816-1817)[15]. Disette en Hongrie[16].
  - le versement d’une indemnité de guerre par la France et la création d’une « banque nationale autrichienne » réussit à assainir la situation financière en Autriche[9].
  - première machine à vapeur utilisée en Moravie[17].
- 1816-1817 : crise économique de reconversion en Europe après les guerres napoléoniennes, due à la réouverture des marchés (produits manufacturés anglais, blé russe) et aggravée par une crise agricole en 1817[17],[18].
- 1816-1818 : Frédéric-Guillaume III de Prusse supprime les douanes intérieures de la Prusse[19].
- 1818-1844 : essor considérable des royaumes unis de Suède et de Norvège sur les plans économiques, politique et culturel sous le règne de Charles XIV Jean de Suède[20].

#### Empire russe
- 1810 : création du Conseil d'État remplaçant le Conseil permanent, en application partielle des propositions de Speranski de 1809 pour réformer les finances de l’État russe (emprunts, impôts, limitation de la circulation monétaire)[21].
- 31 décembre 1810 : nouveau tarif douanier. Alexandre Ier rompt le blocus continental, qui avait des conséquences catastrophiques sur le commerce et l’industrie en Russie[22]. Le nouveau tarif impérial rend pratiquement impossible les échanges entre le duché de Varsovie et la Russie.
- 1812 : la politique de la terre brûlée laisse le territoire russe dévasté. Une extrême pauvreté subsiste pendant tous le XIXe siècle, notamment en Biélorussie, dont de nombreux habitants émigrent en Sibérie ou aux États-Unis.
- 1813 : inauguration du canal Oginski, creusé entre le Niémen et le Dniepr[23].

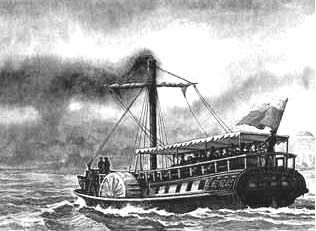
Le premier navire à vapeur russe construit à l'usine de Charles Baird à Saint-Pétersbourg

- 1815 : construction à la fonderie Baird de Saint-Pétersbourg du premier bateau à vapeur russe[21].
- 1816 :
  - interdiction aux marchands d’acheter des serfs pour leurs fabriques[21].
  - tarif douanier modéré abolissant un certain nombre de prohibitions[21].
- 1816-1819 : le tsar Alexandre Ier de Russie abolit le servage en Estonie, en Courlande et en Livonie[24] ; à partir du milieu du XIXe siècle, les paysans auront le droit de posséder des terres et le système du travail forcé est supprimé.
- 1816-1821 : multiplication des colonies militaires en Russie, organisées par Araktcheïev et à l’initiative d’Alexandre Ier de Russie. On veut installer chaque soldat avec sa famille et lui imposer à la fois l’obligation du service militaire et celle des travaux des champs. L’organisation de ces colonies est accompagnée de grandes cruautés[21].
- 1817 :
  - fondation de la Banque commerciale d’État[25]. Elle connaît peu de succès, et cédera une partie de ses dépôts à la Banque de Crédit foncier.
  - lancement d’emprunts par le ministre des Finances Gouriev pour réduire la circulation monétaire[26].
  - monopole de l’État sur la vente d’alcool[27].
  - transfert de la foire de Makariev à Nijni Novgorod[28].
  - début de la construction de routes pavées (390 km en 1825, 3300 en 1850)[21].
- 1818 : fondation de la Société d'agronomie de Moscou ; approbation d’une Société pour l’enseignement mutuel[21].
- 1818-1819 : projets de réforme secrets et sans lendemains : constitution de Novosiltsov, plan de libération des serfs d’Araktcheïev[21].

#### Royaume-Uni
- 1810 :
  - 3 juillet 1800 : Napoléon autorise les exportations des céréales et des eaux-de-vie françaises[29], fortement taxées, tout en renforçant le Blocus continental, ce qui aggrave la situation financière, réduit considérablement le volume du commerce et provoque des faillites de négociants, puis de manufacturiers au Royaume-Uni. Napoléon suspend l’application du régime du blocus en faveur des Américains, tandis que les Britanniques maintiennent intégralement leur système, malgré les demandes américaines, ce qui provoque un ralentissement des échanges dès l’été, puis une tension diplomatique entre le Royaume-Uni et les États-Unis (guerre en 1812)[30].
  - crise économique en été ; inflation de la monnaie de papier émise pour financer la guerre[31]. Crise industrielle de surproduction, qui affecte les salaires. L’agriculture couvre tout juste les besoins de la population[30].

- 1811-1816 : crise luddiste. destruction de machines par les partisans de Ned Ludd, qui les accusent de provoquer le chômage[32].
- 1813 : 
  - abolition des droits des juges de paix dans la détermination des salaires[33].
  - les dernières guinées d’or sont frappées.
- 1814 :
  - suppression des lois imposant un apprentissage[33].
  - la Royal Navy compte 900 navires et 140 000 marins[34].
- 1815 :
  - lois protectionnistes sur les céréales (corn Laws) : le haut prix offert aux producteurs britanniques et les droits élevés à l’entrée des blés étrangers provoque une extension des emblavures[35].
  - les dépenses de guerre amènent le gouvernement britannique à donner un cours forcé aux billets émis par la banque d’Angleterre (27 millions de £ de 1792 à 1815) et les banques locales, les Country Banks (30 millions). La monnaie métallique est thésaurisée et la monnaie-billet circule ; comme elle ne cesse d’augmenter en volume, elle produit un effet de hausse des prix. Avec la paix, la confiance en cette monnaie diminue, alors que la spéculation à la baisse se déchaîne[36].
  - la production annuelle de charbon est de 22,3 millions de tonnes[37].
- 1816 : Coinage Act (en) instituant le monométallisme-or (étalon-or) et créant deux unités monétaires, le souverain et le demi-souverain remplaçant la guinée[38].

- 1816-1817 : crise économique[18] ; conjonction d’une crise bancaire (perte de confiance en la monnaie-billet après la guerre, spéculation à la baisse), d’une crise de surproduction industrielle (textile, armements navals et métallurgie, qui cessent d’être stimulés par les commandes de guerre) et d’une crise agricole (l’afflux des blés américains et russes fait chuter les prix, puis les mauvaises récoltes de 1816 et 1817 les font monter très vite) sur fond de chômage (l’armée et la marine ont renvoyé dans leurs foyers 300 000 hommes qui trouvent difficilement des emplois, travail des femmes et des enfants et mécanisation accélérée pendant la guerre).
- 1817 : l’économiste David Ricardo expose une théorie du libéralisme économique dans ses principes de l'économie politique et de l'impôt[39].
- 1819 : loi interdisant le travail des enfants de moins de neuf ans[33].

- Apparition et développement dans les années 1810-1820 des classes industrielles qui se fixent dans les villes. Une nouvelle bourgeoisie manufacturière apparaît dans les centres urbains où se crée une ségrégation sociale entre les zones résidentielles bourgeoises et les zones d’habitations ouvrières. Les conditions de travail dans les usines sont particulièrement dures (cadences soutenues liées au machinisme, travail de nuit grâce à l’éclairage au gaz, 12 à 15 heures de travail par jour)[33].

#### France

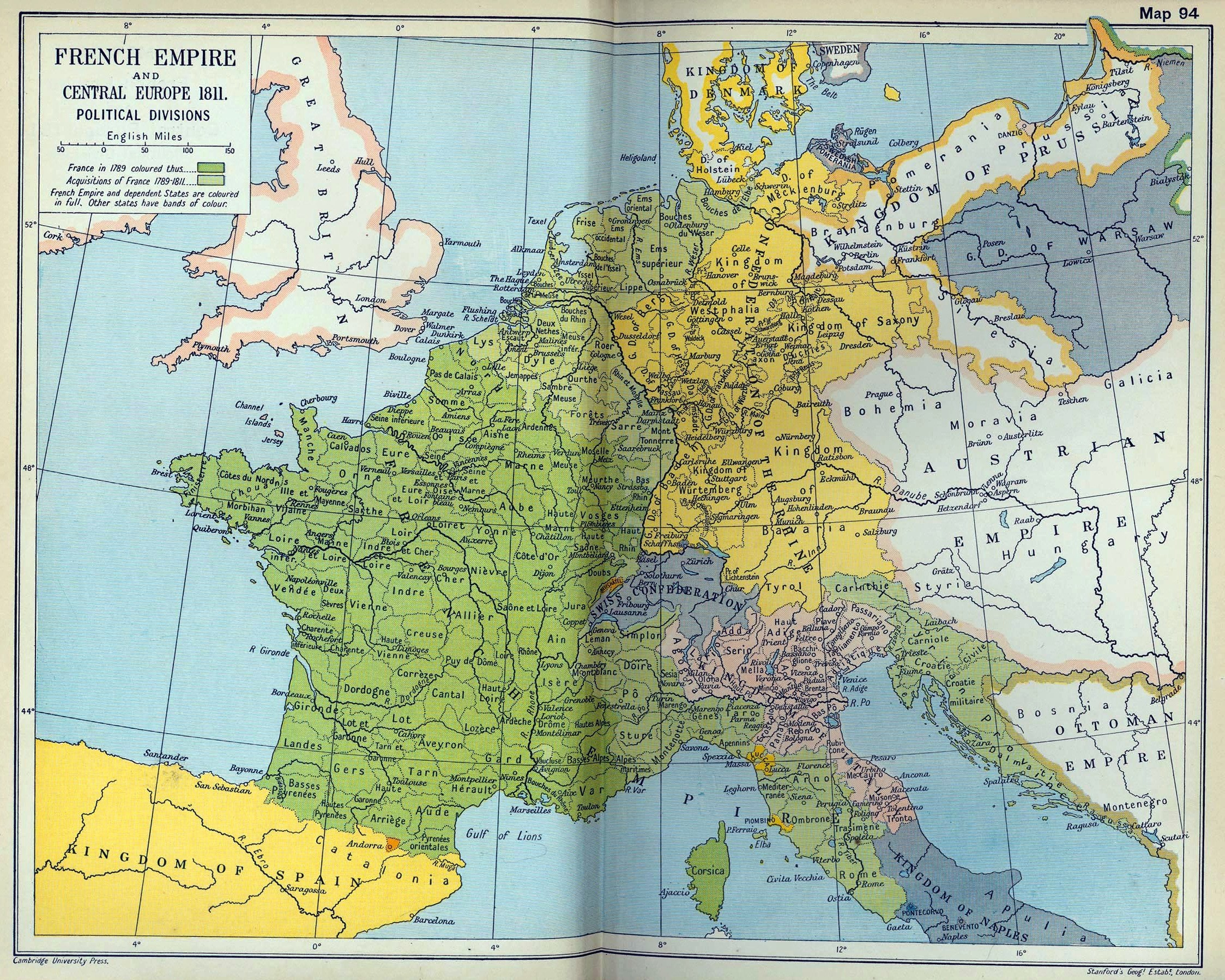
L'empire en 1811

- Septembre 1810-juin 1811 : crise industrielle doublée en 1811-1812 par une crise agricole de subsistance. La dépression persiste de 1812 à 1815 (déflation liée à la guerre, à la situation politique, au manque de confiance de la bourgeoisie d'affaire)[40]
- 1810 : enquête sur les manufacturiers, effectuée par les préfets : les fortunes industrielles acquises avant 1789 représentent 60 à 80 % des fortunes industrielles[41].
- 1812 : subvention et commandes d’États pour enrayer la crise industrielle, organisation de grands travaux pour occuper la main d’œuvre. La crise traîne par manque de confiance des milieux d’affaire dans le régime. La guerre de Russie intervient au moment de la reprise et l’interrompt. Une bonne récolte 1812 met fin à la crise agricole[42].
- 1812-1817 : série de printemps et d’étés froids[43].
- 1816 : Année sans été consécutive à l’explosion du volcan Tambora en Indonésie en avril 1815[15]. Pluies continuelles. Vendanges tardives dans le Nord de la France (24 octobre)[44]. Mauvaise récolte entraînant la disette, aggravée par l'occupation du pays par les troupes alliées[45].
- 1816-1817 : crise économique[18]. Troubles suscités par la disette[46]. Premières importations de blé d’Ukraine[47]. Les mauvaises récoltes (1816-1817) entraînent la sous consommation de produits industriels[45]. Les prix du secteur industriel baissent de 15 à 20 % tandis que le blé augmente de 85 % entre 1815 et 1817[48].
- 1816-1820 : 44,5% d’alphabétisation en France (54,3 % pour les hommes, 34,7% pour les femmes), taux en progression de 7% par rapport à 1786-1790, d'après l'enquête de Louis Maggiolo[49].
- 1817 : le duc de Richelieu obtient une réduction des effectifs d’occupation[50].
- 1817-1828 : mouvements de destruction des machines dans la Somme (à Péronne en 1817), dans l'Hérault (à Clermont en 1818, à Lodève en 1821), dans l'Isère (à Vienne en 1819), dans l'Orne (à Mortagne en 1819), dans le Tarn (à Castres en 1821), dans l'Aude (à Limoux en 1819, à Carcassonne en 1821 et en 1828)[51].
- 1818 :
  - le budget confirme le redressement financier de la France trois ans plus tôt au bord de la faillite puis relevé par ses vainqueurs (en particulier la banque britannique)[50].
  - retour de la fabrication du sucre de betterave dans le Nord de la France à partir de 1818[52].

La bourgeoisie d'Ancien Régime (négociants, financiers, officiers civils, manufacturiers) a investi dans la terre et a préféré changer ses assignats en biens fonciers. Le nombre de paysans propriétaires est passé de 4 millions en 1789 à 7 millions. Cette petite paysannerie ne peut pas toujours investir pour se moderniser, mais elle travaille dur pour conserver ses terres et la production augmente. Les salariés de l'industrie sont soit des « compagnons », qui maîtrisent la connaissance complète de leur métier et aspirent à devenir à leur tour patron (artisanat de type médiéval), soit des « chambrelans », qui possèdent leur instrument de travail et transforment le produit que lui remet le marchand-négociant (manufacture dispersée), soit des ouvriers d'usine, sans qualification technique (manufacture concentrée).
Le prix constaté du blé évolue en légère baisse au cours de la décennie en France, également si l'on prend en compte l'évolution parallèle du salaire horaire, selon l'économiste Jean Fourastié, qui a démontré l'importance de l'Histoire de la culture des céréales sur celle de l'économie, également pour cette décennie plutôt favorable pour l'offre en céréales:
| Années                                     | 1810 | 1811 | 1812 | 1813 | 1814 | 1815 | 1816 | 1817 | 1818 | 1819 |
| Prix observé du quintal de blé (en francs) | 26,3 | 34,2 | 42,9 | 29,6 | 23   | 25,4 | 36,8 | 47   | 32   | 23,9 |
| Prix réel (ajusté du salaire horaire)      | 146  | 190  | 238  | 165  | 128  | 145  | 210  | 268  | 183  | 137  |

## Démographie
- 1810 : Zanzibar compte 200 000 habitants, dont 150 000 esclaves.
- 1811 : deuxième recensement au Royaume-Uni : 17 109 864 habitant dont  9 551 888 en Angleterre ; 611 788 au Pays de Galles ; 1 805 688 en Écosse et 4 500 000 personnes en Irlande[56]. L’agriculture emploie 36 % des familles anglaises, soit 3,5 millions de personnes;
- 1812 : La Russie compte 42,75 millions d’habitants.

- Pologne : le grand-duché de Posen compte 776 000 habitants pour 29 000 km2. Le royaume de Galicie 3,5 millions d’habitants pour 77 000 km2. La république de Cracovie 88 000 habitants et 1 164 km2. Le royaume de Pologne 120 000 km2 et 3,3 millions d’habitants. Les 3,5 millions d’habitants du royaume de Galicie sont pour 47,5 % des Polonais, pour 45,5 % des Ruthènes, puis des Juifs (6 %) et des Allemands (1 %). Lemberg compte 40 000 habitants. Le pays est essentiellement agricole. Les industries (textiles, verreries, brasseries) sont rares et dispersées. Les quelques routes sont mauvaises, l’état sanitaire déplorable (78 médecins pour toute la province en 1821). Metternich applique une politique absolutiste en liaison avec les éléments féodaux.
- Rio de Janeiro passe en quelques années de 60 000 à 150 000 habitants.